# 格朗吕德班
格朗吕德班（法語：Grandrupt-de-Bains，法語發音：[ɡʁɑ̃ʁy də bɛ̃] ⓘ）是法国大東部大區孚日省的一个市镇，属于埃皮纳勒区。

## 地理
格朗吕德班（48°3'55"N, 6°11'8"E）面积3.6 平方千米，位于法国大東部大區孚日省，该省份为法国东北部内陆省份，北起默兹省和默尔特-摩泽尔省，西接上马恩省，南至上索恩省和贝尔福地区省，东临上莱茵省和下莱茵省。
与格朗吕德班接壤的市镇（或旧市镇、城区）包括：格吕埃莱叙朗斯、拉艾、埃讷泽勒。

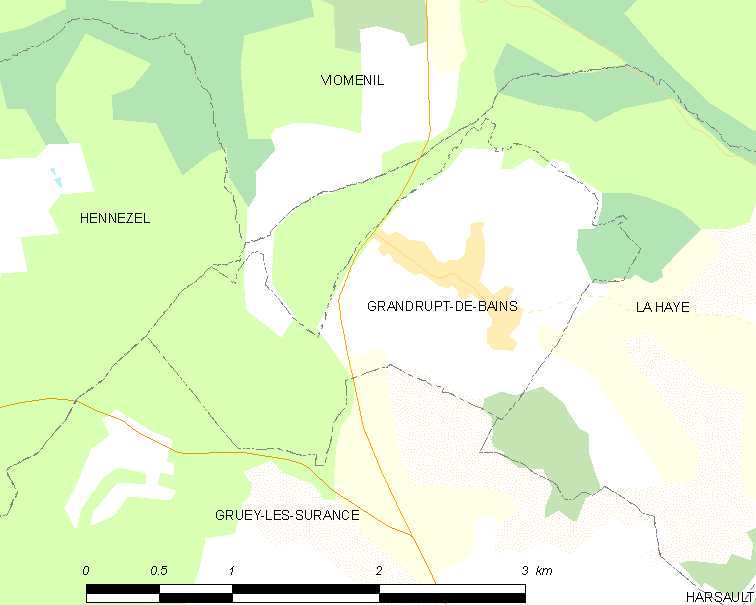
格朗吕德班的OSM定位图

格朗吕德班的时区为UTC+01:00、UTC+02:00（夏令时）。

## 行政
格朗吕德班的邮政编码为88240，INSEE市镇编码为88214。

## 政治
格朗吕德班所属的省级选区为勒瓦勒达若勒县。

## 人口

1962-2008年间格朗吕德班人口变化图示

格朗吕德班于2022年1月1日时的人口数量为70人。